# NHL Stadium Series 2018

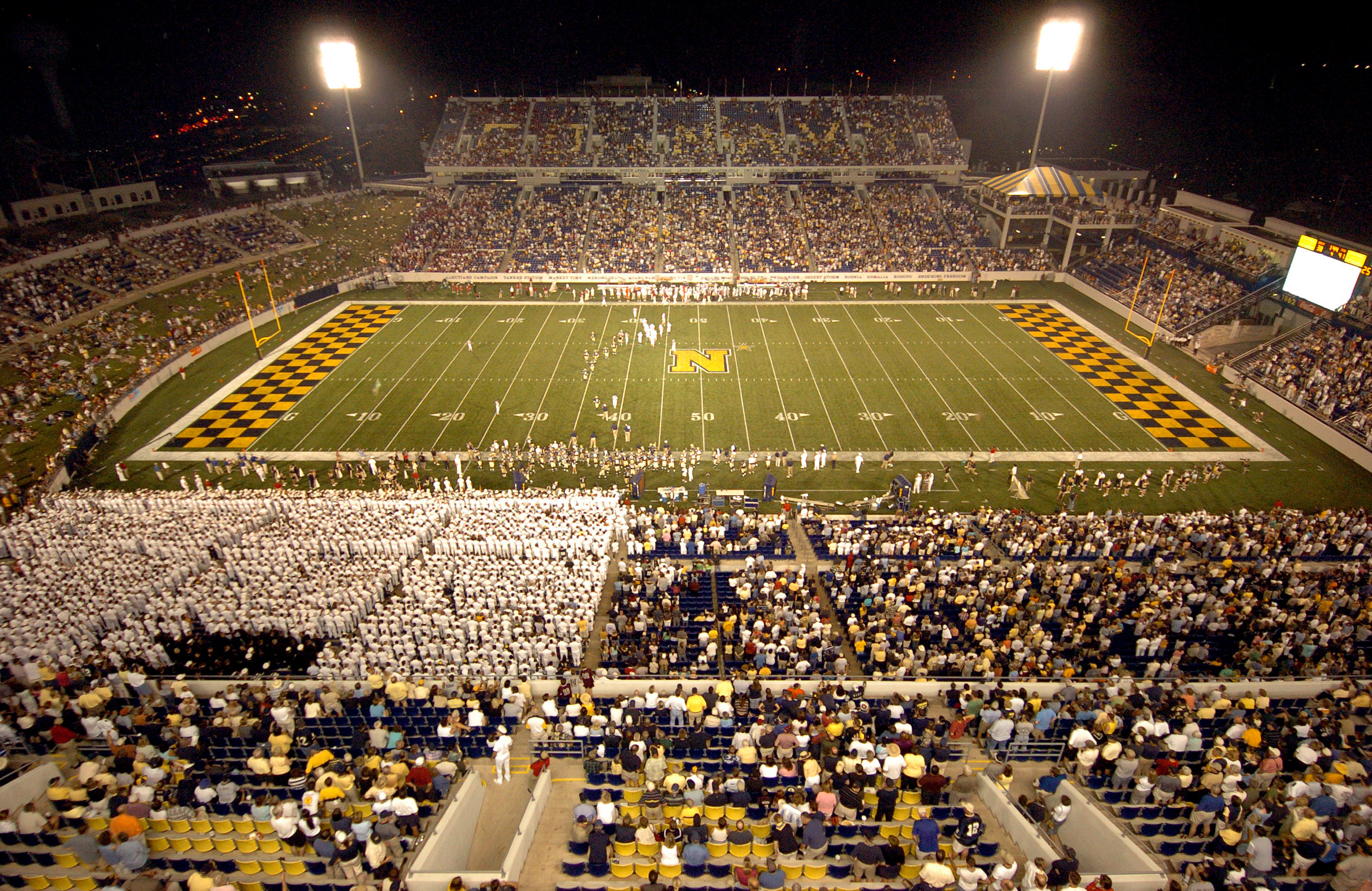
Navy-Marine Corps Memorial Stadium stod värd för sportarrangemanget.

Coors Light NHL Stadium Series 2018 var ett sportarrangemang i den nordamerikanska ishockeyligan National Hockey League (NHL) där en grundspelsmatch spelades utomhus mellan amerikanska Washington Capitals och kanadensiska Toronto Maple Leafs på Navy-Marine Corps Memorial Stadium hos United States Naval Academy i Annapolis, Maryland i USA den 3 mars 2018.

## Matchen

### Laguppställningarna
| Vänsterforwards        | Centrar               | Högerforwards       |
| ---------------------- | --------------------- | ------------------- |
| Aleksandr Ovetjkin (C) | Nicklas Bäckström (A) | Tom Wilson          |
| Jakub Vrána            | Jevgenij Kuznetsov    | T.J. Oshie          |
| Brett Connolly         | Lars Eller            | André Burakovsky    |
| Chandler Stephenson    | Jay Beagle            | Devante Smith-Pelly |
| Backar                 |                       | Backar              |
| Michal Kempný          |                       | John Carlson        |
| Dmitrij Orlov          |                       | Matt Niskanen       |
| Brooks Orpik (A)       |                       | Christian Djoos     |
|                        | Målvakter             |                     |
|                        | Braden Holtby         |                     |
|                        | Philipp Grubauer      |                     |
|                        | Tränare               |                     |
|                        | Barry Trotz           |                     |

| Vänsterforwards    | Centrar           | Högerforwards             |
| ------------------ | ----------------- | ------------------------- |
| Patrick Marleau    | Nazem Kadri       | Mitch Marner              |
| James van Riemsdyk | Tyler Bozak (A)   | Connor Brown              |
| Zach Hyman         | Tomáš Plekanec    | William Nylander Altelius |
| Leo Komarov (A)    | Dominic Moore     | Kasperi Kapanen           |
| Backar             |                   | Backar                    |
| Morgan Rielly (A)  |                   | Ron Hainsey               |
| Jake Gardiner      |                   | Nikita Zajtsev            |
| Travis Dermott     |                   | Roman Polák               |
|                    | Målvakter         |                           |
|                    | Frederik Andersen |                           |
|                    | Curtis McElhinney |                           |
|                    | Tränare           |                           |
|                    | Mike Babcock      |                           |

### Resultatet
|  | 4 mars 2018 | Washington Capitals | 5 – 2   | Toronto Maple Leafs | Navy-Marine Corps Memorial Stadium                                                                                     | |
|  |             | Första perioden: Jevgenij Kuznetsov (PP) (3:50) Assists: Bäckström, Carlson Aleksandr Ovetjkin (6:19) Assists: Wilson, Bäckström Nicklas Bäckström (PP) (16:20) Assists: Kuznetsov, Carlson Andra perioden: John Carlson (8:05) Assists: Stephenson, Beagle Jakub Vrána (10:49) Assists: Kuznetsov, Orlov Tredje perioden: — | Rapport | Första perioden: (5:20) Zach Hyman Assist: Polák Andra perioden: (7:22) Nazem Kadri Assists: Marleau, Dermott Tredje perioden: — | Annapolis, Maryland, USA Publik: 29 516 Domare: Kevin Pollock, Kelly Sutherland Linjedomare: Tim Nowak, Pierre Racicot | Annapolis, Maryland, USA Publik: 29 516 Domare: Kevin Pollock, Kelly Sutherland Linjedomare: Tim Nowak, Pierre Racicot |
|  |             | |         | | Annapolis, Maryland, USA Publik: 29 516 Domare: Kevin Pollock, Kelly Sutherland Linjedomare: Tim Nowak, Pierre Racicot | Annapolis, Maryland, USA Publik: 29 516 Domare: Kevin Pollock, Kelly Sutherland Linjedomare: Tim Nowak, Pierre Racicot |
|  |             | |         | | Annapolis, Maryland, USA Publik: 29 516 Domare: Kevin Pollock, Kelly Sutherland Linjedomare: Tim Nowak, Pierre Racicot | Annapolis, Maryland, USA Publik: 29 516 Domare: Kevin Pollock, Kelly Sutherland Linjedomare: Tim Nowak, Pierre Racicot |

#### Matchstatistik
|                     | Washington Capitals | Toronto Maple Leafs |
| ------------------- | ------------------- | ------------------- |
| Powerplay           | 2/2                 | 0/2                 |
| Tacklingar          | 22                  | 26                  |
| Vunna tekningar (%) | 57                  | 43                  |
| Blockerade skott    | 24                  | 11                  |
| Utvisningsminuter   | 4                   | 4                   |

| Period | Washington Capitals | Toronto Maple Leafs |
| ------ | ------------------- | ------------------- |
| Första | 12                  | 7                   |
| Andra  | 18                  | 12                  |
| Tredje | 4                   | 10                  |
| Totalt | 34                  | 29                  |

#### Utvisningar
| Spelare         | Utvisning         | Utvisningsminuter | Tid             |
| Första perioden | Första perioden   | Första perioden   | Första perioden |
| --------------- | ----------------- | ----------------- | --------------- |
| John Carlson    | Delaying the game | 2:00              | 13:20           |
| Andra perioden  |                   |                   |                 |
| Tredje perioden |                   |                   |                 |
| Matt Niskanen   | Hakning           | 2:00              | 18:58           |
| Källa:          |                   |                   |                 |

| Spelare                                            | Utvisning         | Utvisningsminuter | Tid             |
| Första perioden                                    | Första perioden   | Första perioden   | Första perioden |
| -------------------------------------------------- | ----------------- | ----------------- | --------------- |
| Travis Dermott                                     | Holding           | 2:00              | 02:43           |
| Dominic Moore                                      | Delaying the game | 2:00              | 15:28           |
| Andra perioden                                     |                   |                   |                 |
| Tredje perioden                                    |                   |                   |                 |
| Termer: Förseelser som leder till utvisningsstraff |                   |                   |                 |

### Statistik

#### Washington Capitals

##### Utespelare
| Spelare             | Mål | Assists | Poäng | +/− | Utvisningsminuter | Skott | Vunna tekningar (%) | Tacklingar | Tid på isen |
| ------------------- | --- | ------- | ----- | --- | ----------------- | ----- | ------------------- | ---------- | ----------- |
| Nicklas Bäckström   | 1   | 2       | 3     | +1  | 0                 | 5     | 64                  | 0          | 18:29       |
| John Carlson        | 1   | 2       | 3     | 0   | 2                 | 3     | —                   | 1          | 22:48       |
| Jevgenij Kuznetsov  | 1   | 2       | 3     | 0   | 0                 | 2     | 25                  | 0          | 18:08       |
| Aleksandr Ovetjkin  | 1   | 0       | 1     | 0   | 0                 | 3     | —                   | 0          | 19:31       |
| Jakub Vrána         | 1   | 0       | 1     | +1  | 0                 | 3     | —                   | 1          | 12:59       |
| Jay Beagle          | 0   | 1       | 1     | -1  | 0                 | 2     | 93                  | 0          | 13:48       |
| Dmitrij Orlov       | 0   | 1       | 1     | +1  | 0                 | 1     | —                   | 2          | 21:32       |
| Chandler Stephenson | 0   | 1       | 1     | +1  | 0                 | 0     | —                   | 1          | 11:48       |
| Tom Wilson          | 0   | 1       | 1     | +1  | 0                 | 3     | —                   | 5          | 17:44       |
| André Burakovsky    | 0   | 0       | 0     | 0   | 0                 | 1     | —                   | 0          | 11:28       |
| Brett Connolly      | 0   | 0       | 0     | 0   | 0                 | 0     | —                   | 0          | 11:50       |
| Christian Djoos     | 0   | 0       | 0     | 0   | 0                 | 1     | —                   | 0          | 13:10       |
| Lars Eller          | 0   | 0       | 0     | 0   | 0                 | 1     | 36                  | 0          | 13:13       |
| Michal Kempný       | 0   | 0       | 0     | 0   | 0                 | 3     | —                   | 1          | 19:26       |
| Matt Niskanen       | 0   | 0       | 0     | +1  | 2                 | 2     | —                   | 6          | 24:05       |
| Brooks Orpik        | 0   | 0       | 0     | 0   | 0                 | 2     | —                   | 1          | 17:13       |
| T.J. Oshie          | 0   | 0       | 0     | 0   | 0                 | 1     | 50                  | 4          | 17:14       |
| Devante Smith-Pelly | 0   | 0       | 0     | 0   | 0                 | 1     | —                   | 0          | 12:36       |
| Källa:              |     |         |       |     |                   |       |                     |            |             |

##### Målvakt
| Spelare       | Skott mot sig | Räddningar | Insläppta mål | Räddningsprocent | Utvisningsminuter | Tid på isen |
| ------------- | ------------- | ---------- | ------------- | ---------------- | ----------------- | ----------- |
| Braden Holtby | 29            | 27         | 2             | 0,931            | 0                 | 59:56       |
| Källa:        |               |            |               |                  |                   |             |

#### Toronto Maple Leafs

##### Utespelare
| Spelare                   | Mål | Assists | Poäng | +/− | Utvisningsminuter | Skott | Vunna tekningar (%) | Tacklingar | Tid på isen |
| ------------------------- | --- | ------- | ----- | --- | ----------------- | ----- | ------------------- | ---------- | ----------- |
| Zach Hyman                | 1   | 0       | 1     | 0   | 0                 | 3     | —                   | 2          | 19:03       |
| Nazem Kadri               | 1   | 0       | 1     | 0   | 0                 | 3     | 40                  | 4          | 16:47       |
| Travis Dermott            | 0   | 1       | 1     | +1  | 2                 | 0     | —                   | 3          | 15:37       |
| Patrick Marleau           | 0   | 1       | 1     | 0   | 0                 | 3     | 100                 | 0          | 17:17       |
| Roman Polák               | 0   | 1       | 1     | +1  | 0                 | 2     | —                   | 2          | 14:26       |
| Tyler Bozak               | 0   | 0       | 0     | 0   | 0                 | 0     | 36                  | 0          | 16:12       |
| Connor Brown              | 0   | 0       | 0     | 0   | 0                 | 0     | —                   | 1          | 10:35       |
| Jake Gardiner             | 0   | 0       | 0     | -1  | 0                 | 2     | —                   | 0          | 22:58       |
| Ron Hainsey               | 0   | 0       | 0     | -1  | 0                 | 0     | —                   | 1          | 19:32       |
| Kasperi Kapanen           | 0   | 0       | 0     | -1  | 0                 | 2     | —                   | 4          | 13:46       |
| Leo Komarov               | 0   | 0       | 0     | 0   | 0                 | 2     | 100                 | 5          | 15:10       |
| Mitch Marner              | 0   | 0       | 0     | -1  | 0                 | 1     | —                   | 1          | 18:37       |
| Dominic Moore             | 0   | 0       | 0     | -1  | 2                 | 0     | 63                  | 0          | 8:15        |
| William Nylander Altelius | 0   | 0       | 0     | 0   | 0                 | 0     | 33                  | 0          | 18:41       |
| Tomáš Plekanec            | 0   | 0       | 0     | 0   | 0                 | 1     | 45                  | 1          | 11:27       |
| Morgan Rielly             | 0   | 0       | 0     | 0   | 0                 | 6     | —                   | 0          | 21:30       |
| James van Riemsdyk        | 0   | 0       | 0     | 0   | 0                 | 4     | —                   | 1          | 15:06       |
| Nikita Zajtsev            | 0   | 0       | 0     | -2  | 0                 | 0     | —                   | 1          | 23:03       |
| Källa:                    |     |         |       |     |                   |       |                     |            |             |

##### Målvakt
| Spelare           | Skott mot sig | Räddningar | Insläppta mål | Räddningsprocent | Utvisningsminuter | Tid på isen |
| ----------------- | ------------- | ---------- | ------------- | ---------------- | ----------------- | ----------- |
| Fredrik Andersen  | 25            | 20         | 5             | 0,800            | 0                 | 31:10       |
| Curtis McElhinney | 9             | 9          | 0             | 1,000            | 0                 | 28:49       |
| Källa:            |               |            |               |                  |                   |             |